# جائزة ألمانيا الكبرى 1975
جائزة ألمانيا الكبرى 1975 هو سباق فورمولا 1 أقيم بتاريخ 3 أغسطس 1975 في حلبة نوربورغرينغ، ألمانيا الغربية. كان الحادي عشر من أصل 14 في بطولة العالم لسباقات الفورمولا واحد موسم 1975. حلّ الأرجنتيني كارلوس ريوتيمان أولا بينما جاء الفرنسي جاك لافيت في المركز الثاني وحصل على المركز الثالث النمساوي نيكي لاودا.